# Khalil Ghanim
Khalil Ghanim Mubarak (2 novembre 1964) è un ex calciatore emiratino, di ruolo difensore.